# Puntigam (Graz)
Puntigam – siedemnasta dzielnica Grazu, zlokalizowana na południe od centrum miasta, na zachodnim brzegu rzeki Mury.

## Obiekty
Na terenie dzielnicy znajdują się m.in.:
- modernistyczny kościół św. Leopolda,
- Cmentarz Centralny,
- cmentarz ewangelicki,
- Dr. Schloßar-Park,
- Johannespark,
- Browar Puntigam (producent piwa Puntigamer),
- Puch-Werke – zakłady produkujące rowery, motorowery, motocykle i samochody,
- ciepłownia,
- Shopping Center West,
- market IKEA,
- kino Cineplex,
- węzeł przesiadkowy komunikacji publicznej.

## Komunikacja
Puntigam obsługuje linia tramwajowa nr 5. Znajduje się tu też przystanek kolejowy na linii do Leibnitz i Mariboru.

## Kultura
W Puntigam urodził się Simon Brenner – fikcyjny detektyw, bohater książek Wolfa Haasa. Dzielnica została szczegółowo scharakteryzowana w powieści Wieczne życie.